# Katharine P. Rice
Katharine P. Rice, parfois orthographié Katherine P. Rice, (née le 2 décembre 1878  à Wilmington et morte le 23 septembre 1955  dans le comté de San Mateo) est une autrice de comic strips.

## Biographie
Katharine P. Rice naît le 2 décembre 1878 à Wilmington. Elle est remarquée par le journal The Philadelphia Inquirer en 1898 qui l'engage pour illustrer ses pages. De 1902 à 1904, elle étudie à l'académie des Beaux-Arts de Pennsylvanie. Revenue à Wilmigton, elle collabore avec plusieurs journaux, le Plain Dealer de Cleveland, le Colorado Springs Gazette et le Evening Tribune de Providence à Rhode Island, illustrant leurs suppléments «Mode»,.
À partir du 23 février 1913, elle dessine la planche dominicale en couleur Flora Flirt. L'héroïne de cette série porte des vêtements sexys et a un comportement très osé pour l'époque, embrassant sans hésiter les jeunes hommes qui tournent autour d'elle. Cependant, les bonnes mœurs l'emportent finalement car les relations finissent toujours mal. La série ne dure cependant pas et le dernier épisode est publié le 12 avril 1914,.
En 1917, elle épouse Samuel L. Schmucker, peintre et illustrateur, qu'elle avait rencontré à l'académie. Dès lors, Katharine P. Rice se fait beaucoup plus rare pour finalement ne plus dessiner pour les journaux. Son mari meurt en 1921. Elle vit alors à  San Francisco. Elle meurt le 23 septembre 1955 dans le comté de San Mateo en Californie.